# Jubbulpuria tenuis
Jubbulpuria tenuis es la única especie conocida del género dudoso Jubbulpuria ("de Jabalpur") de dinosaurio terópodo noasáurido, que vivió a finales del período Cretácico, hace aproximadamente 68 millones de años en el Maastrichtiense. Conocido solo por dos vértebras encontradas en la Formación Lameta, en la cama del carnosaurio, Jabalpur, Madhya Pradesh, India. El género fue nombrado en 1932 por Friedrich von Huene. El nombre genérico se refiere a Jabalpur en India, en la vecindad de la cual se encontraron los fósiles. La especie tipo , Jubbulpuria tenuis, fue descrita por Huene y Charles Alfred Matley en 1933. El nombre específico significa "delgado" en latín .
Sus especímenes fósiles fueron encontrados por Matley en la formación Lameta, que data del Maastrichtiense en la India central. Consisten en dos sintipos, GSI K27/614 y GSI K20/612, siendo cada uno una vértebra caudal distal parcial. Una tercera vértebra de la cola distal, GSI K27/599, se ha referido a la especie. Se estima que alcanzó los 50 centímetros de alto, 1,2 metros de largo y un peso de 15 kilogramos.
En un principio clasificado como un celurosauriano similar pero más pequeño que el Coeluroides, pero se cree que más bien fue un Ceratosauria de pequeño tamaño de la familia Noasauridae relativo a Ligabueino. Investigadores recientes han concluido que su posición es difícil de determinar con certeza más allá de un Theropoda incertae sedis general , y que debe considerarse dudoso.